# Bâtiment situé 32 rue Obrenovićeva à Niš
Le bâtiment situé 32 rue Obrenovićeva à Niš (en serbe cyrillique : Зграда у Ул. Обреновићева 32 у Нишу ; en serbe latin : Zgrada u Ul. Obrenovićeva 32 u Nišu) se trouve à Niš, dans la municipalité de Medijana et dans le district de Nišava, en Serbie. Il est inscrit sur la liste des monuments culturels protégés de la république de Serbie (identifiant no SK 842),,.

## Présentation
Le bâtiment, situé 32 rue Obrenovićeva (ancienne rue Maršala Tita), a été construit dans les premières années du XXe siècle dans un style éclectique influencé par le style néo-Renaissance.
Ce bâtiment d'angle est constitué d'un rez-de-chaussée et d'un étage. La façade d'angle est mise en valeur par un haut portail et par un oriel surmonté d'un dôme. Les façades sont rythmées verticalement par des piliers décoratifs autour des fenêtres et par des pilastres qui segmentent la surface de l'édifice ; elles sont rythmées horizontalement par une frise qui s'étend sous la corniche du toit ; en plus de la frise, la façade d'angle est dotée d'une riche décoration plastique géométrique qui couvre aussi une partie du dôme.

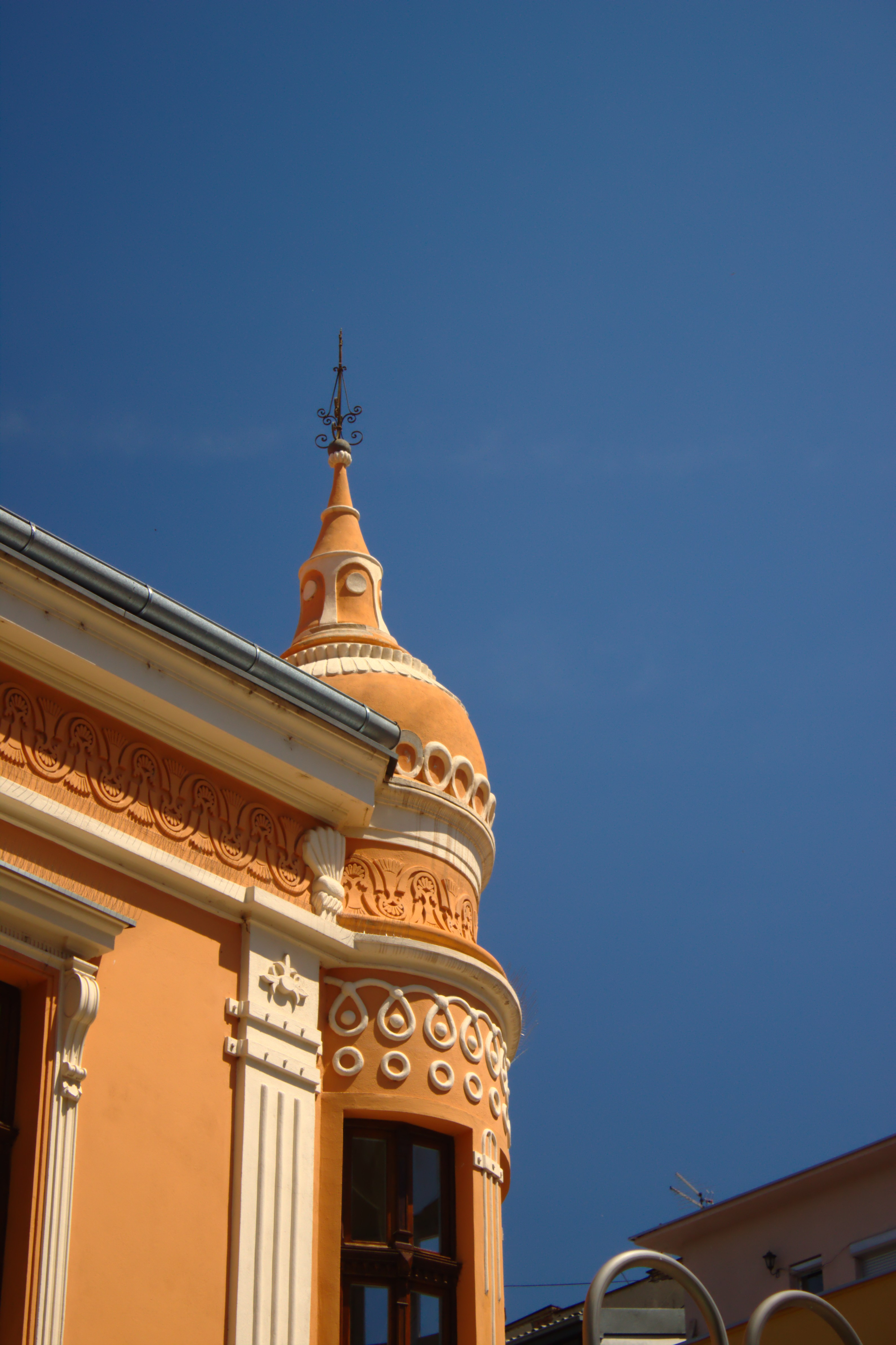
Détails de l'édifice.

Le secteur de la rue Obrenovićeva, où se trouve le bâtiment, est inscrit sur la liste des entités spatiales historico-culturelles protégées de la république de Serbie (identifiant no PKIC 31),.

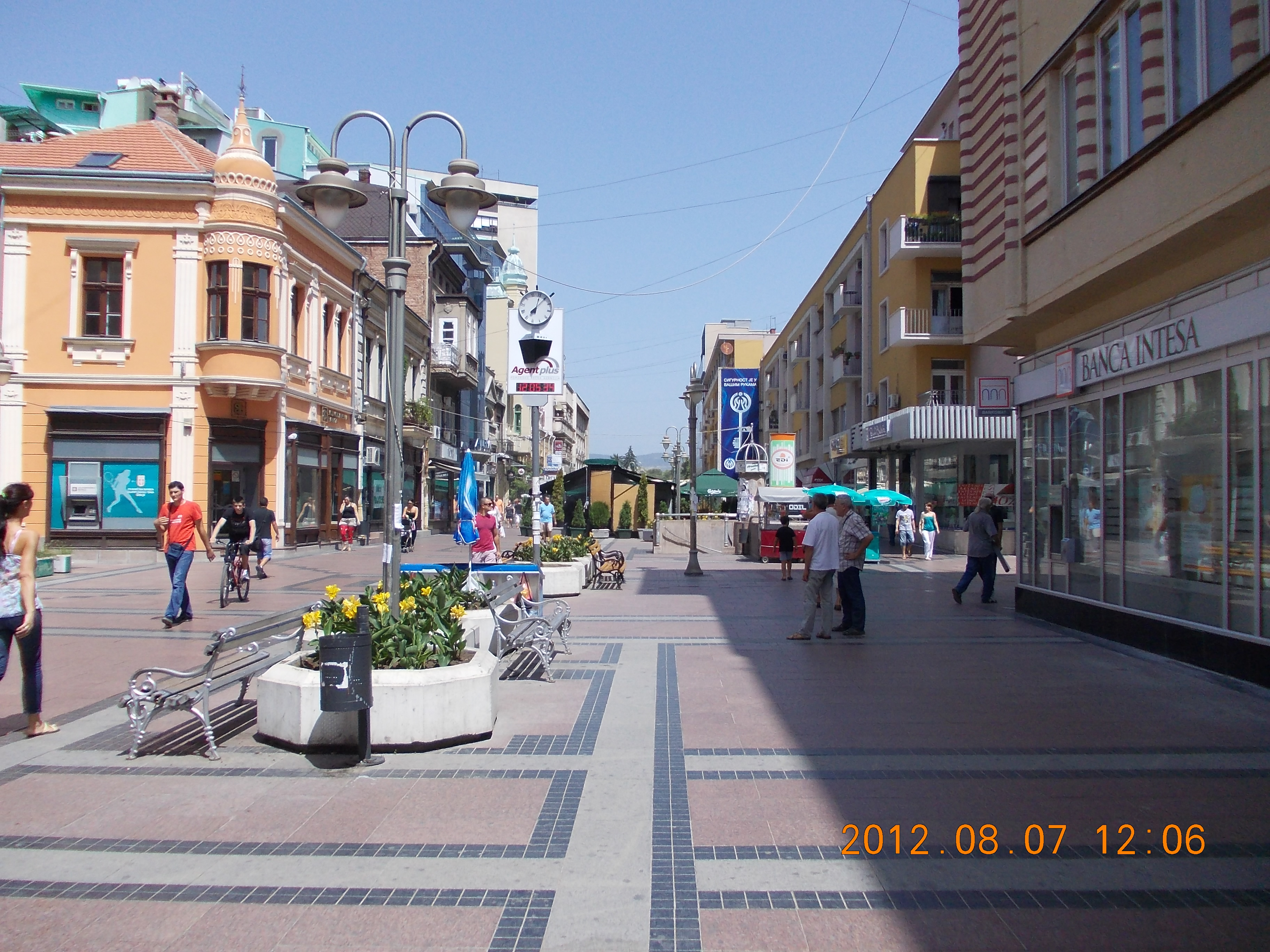
Vue du bâtiment dans le contexte de la rue Obrenovićeva.